# Bundesautobahn 7

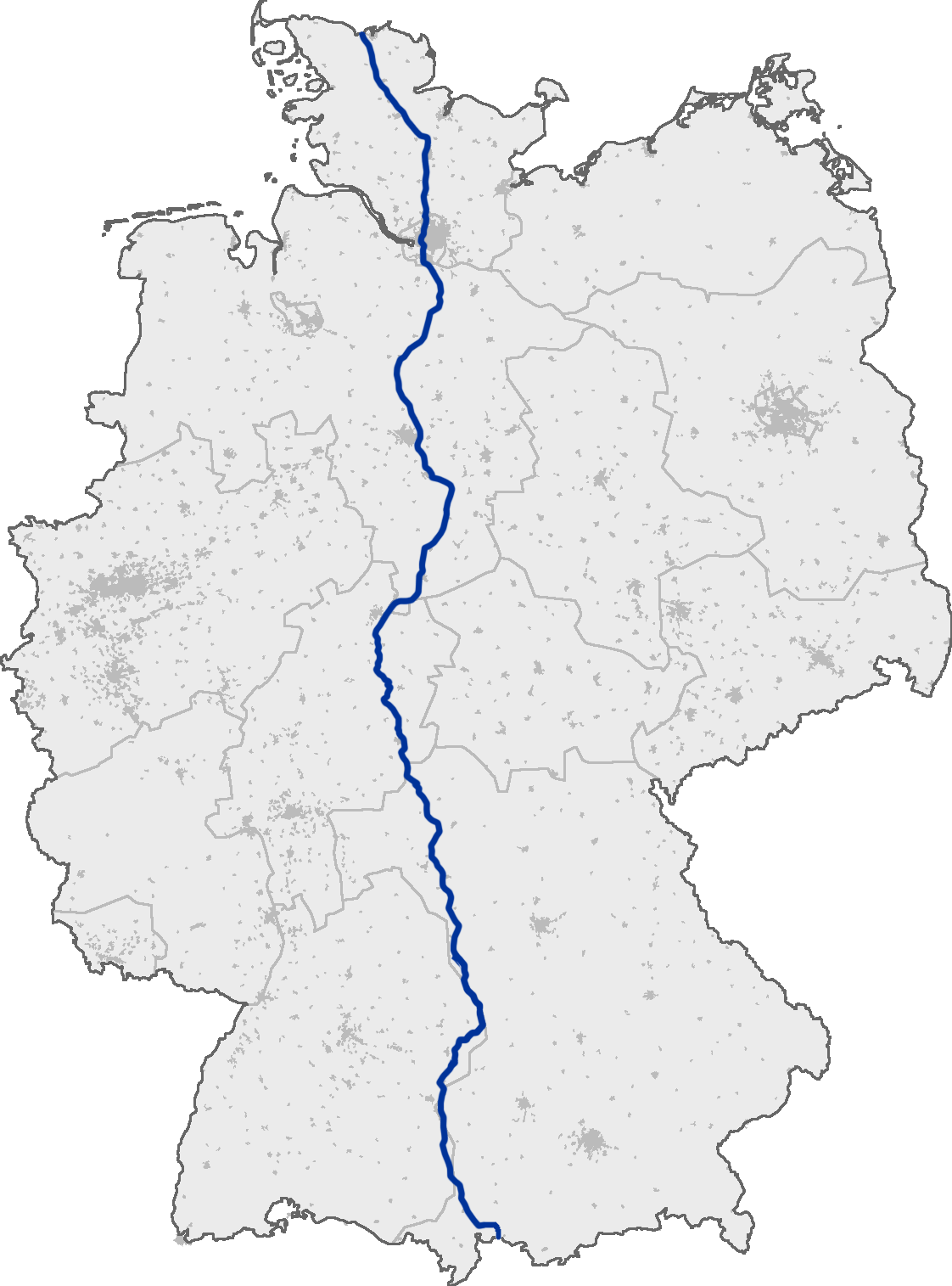
Mapa da localização da auto-estrada A 7 in Deutschland

Bundesautobahn 7 (em português: Auto-estrada Federal 7) ou A 7, é uma auto-estrada na Alemanha.
A Bundesautobahn 7 tem 945 km de comprimento.

## Estados
Estados percorridos por esta auto-estrada:
- Schleswig-Holstein
- Hamburgo
- Baixa Saxônia
- Hessen
- Baviera
- Baden-Württemberg
- Baviera